# Yoshiki Nakamura
Yoshiki Nakamura (仲村佳树 Nakamura Yoshiki?) es una mangaka japonesa que nació el 17 de junio y reside actualmente en la prefectura de Tokushima, género: shojo. Nakamura hizo su debut en manga con Yume de Auyori Suteki en la revista de manga Hana to Yume en 1993. Es conocida por ser la autora del manga Skip Beat! estrenado en 2002 y que actualmente se está publicando.

## Obras
- Love is all, 1992
- Ryōte ni tsuki (両手にツキ), 1993
- Yume de au yori suteki (夢で会うより素敵), 1993
- Hijiri Koi (聖恋), 1994
- MVP wa yuzurenai! (MVPは譲れない!), 1994–1996
- Tokyo Crazy Paradise (東京クレイジーパラダイス), 1996–2001
- Blue Wars, 1997–2000
- Dramatic Love Album
- Skip Beat! (スキップ・ビート!), desde 2002